# The Spoilers (1923)
The Spoilers é um filme mudo do gênero drama produzido nos Estados Unidos, dirigido por Lambert Hillyer e lançado em 1923.